# 다툰루둥역
다툰루둥역(중국어: 大屯路东站)은 중국 베이징시 차오양구 다툰 가도 베이위안로·다툰로의 교차로에 위치한 베이징 지하철 5호선과 15호선의 환승역이다.

## 위치
이 역은 베이위안로(남-북)와 다툰로(동-서)의 교차로에 위치하고 있다.  5호선역은 교차로 북쪽, 베이위안로 한가운데에 북에서 남까지 고가형태로 배치되어 있으며, 15호선역은 교차로 동쪽에 위치하여 지하에 동서로 배치되어 있다.

## 역 구조
5호선의 역은 상대식 승강장으로 설계된 고가역이다. 역 색상은 흰색이다.  15호선의 역은 섬식 승강장으로 설계된 지하역으로 너비 44m의 5기둥 6경간 구조로 된, 베이징 지하철에서 가장 넓은 역이다.
| 3층 5호선 승강장       | 상대식 승강장, 오른쪽 출입문이 열림 | 상대식 승강장, 오른쪽 출입문이 열림        |
| 3층 5호선 승강장       | ←                                   | ■ 5호선 톈퉁위안베이 방면 (베이위안루베이) |
| 3층 5호선 승강장       | →                                   | ■ 5호선 쑹자좡 방면 (후이신시제베이커우)   |
| 3층 5호선 승강장       | 상대식 승강장, 오른쪽 출입문이 열림 |                                            |
| 2층                    | 5호선 대합실                        | 고객 센터, 개집표기                        |
| 1층                    | 출구                                | A-H출구                                    |
| 지하 1층               | 15호선 대합실                       | 고객 센터, 개집표기                        |
| 지하 2층 15호선 승강장 | ←                                   | ■ 15호선 칭화둥루시커우 방면 （안리루）    |
| 지하 2층 15호선 승강장 | 섬식 승강장, 왼쪽 출입문이 열림     |                                            |
| 지하 2층 15호선 승강장 | →                                   | ■ 15호선 펑보 방면 （관좡）                |

## 출구
|                            |                    |      |
|                            |                    |      |
| 출구                       | 출구 인근          | 사진 |
| 出口 · A · 1               | 베이위안로(北苑路) |      |
| 出口 · B · 1               | 베이위안로(北苑路) |      |
| 出口 · B · 2               | 베이위안로(北苑路) |      |
| 出口 · G                   | 다툰로(大屯路)     |      |
| 出口 · H · 2               | 다툰로(大屯路)     |      |
| 아이콘 설명: 휠체어 리프트 |                    |      |

## 사진첩
- 개조중인 다툰루둥역(2015년 10월)
- 개조후 5호선 대합실(2021년 2월)
- 15호선 대합실(2016년 2월)
- 15호선 승강장 (2021년 2월)

## 역사

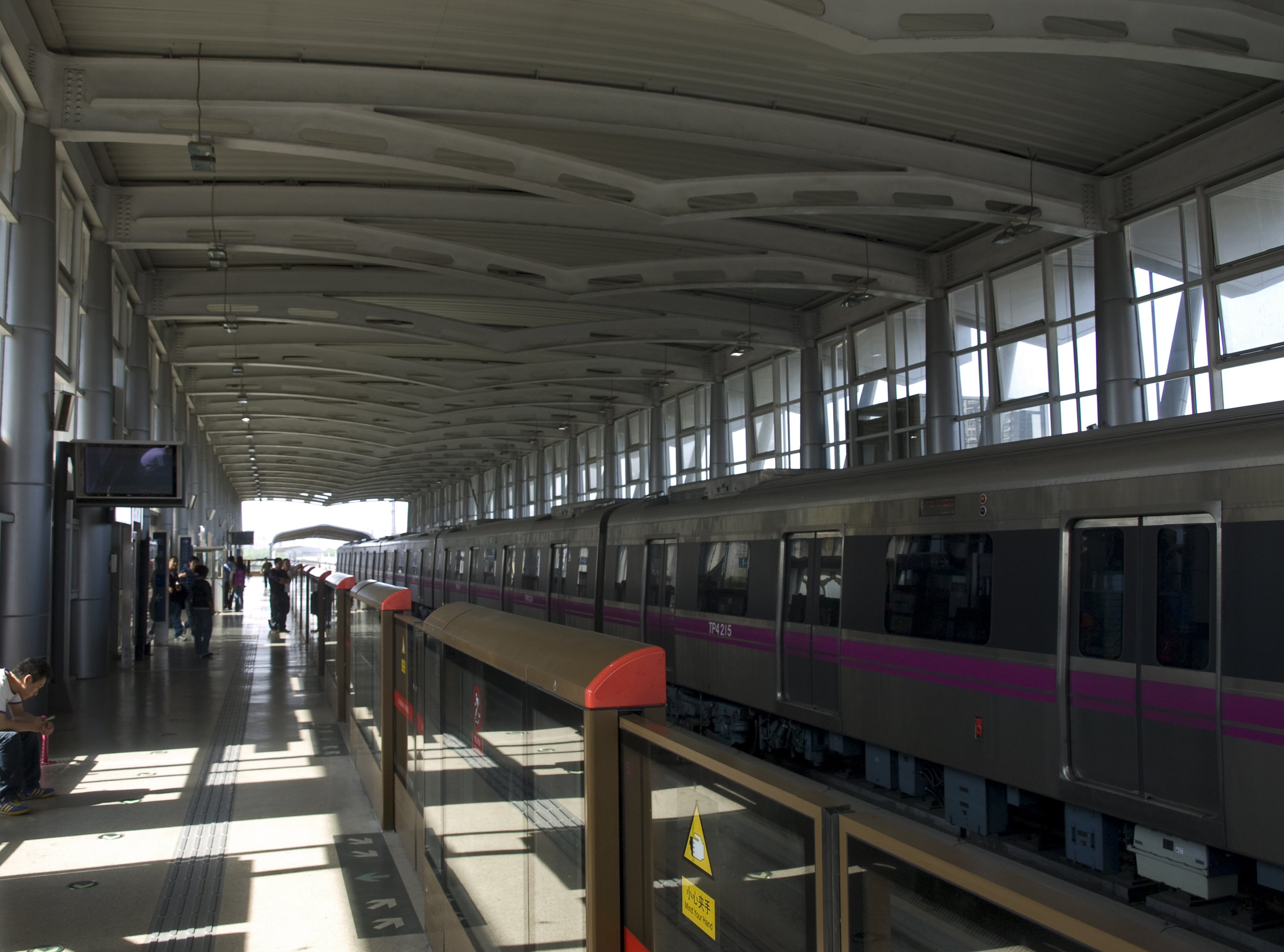
재건축전 5호선 다툰루둥역 (2010년 5월)

2007년 10월 7일 베이징 지하철 5호선이 개통되면서 동시에 다툰루둥역도 개장하였다. 5호선 역은 환승예비가 전혀 되지 않았고, 역 규모도 작은 편이어서 15호선 환승에 접속하기 위해 대규모 개조가 필요했다. 그러나 2014년 12월 28일 이 역이 위치한 15호선 1단계 서부구간 개통 당시 확장 공사가 시작되지 않았고, 환승 통로도 완공되지 않아 15호선 서부구간과 함께 개통할 수 없었고, 당시 15호선은 모든 열차가 정차하지 않고 이 역을 통과하였다。 5호선역은 2015년 10월부터 12월까지 폐쇄되어 본격적인 확장 및 환승통로 개조가 이루어졌다. 개조된 역은 12월 11일 사용되었으며, 환승통로 및 추가공사후 같은 해 12월26일 15호선 역이 공식 개장하였다.